# Maniliae
Maniliae van ser una sèrie de reglaments, normes o lleis establerts per Marc Manili quan va ser cònsol l'any 149 aC, destinades a prevenir els fraus a la vendes, protegint tant al comprador com al venedor.